# OpenVPX

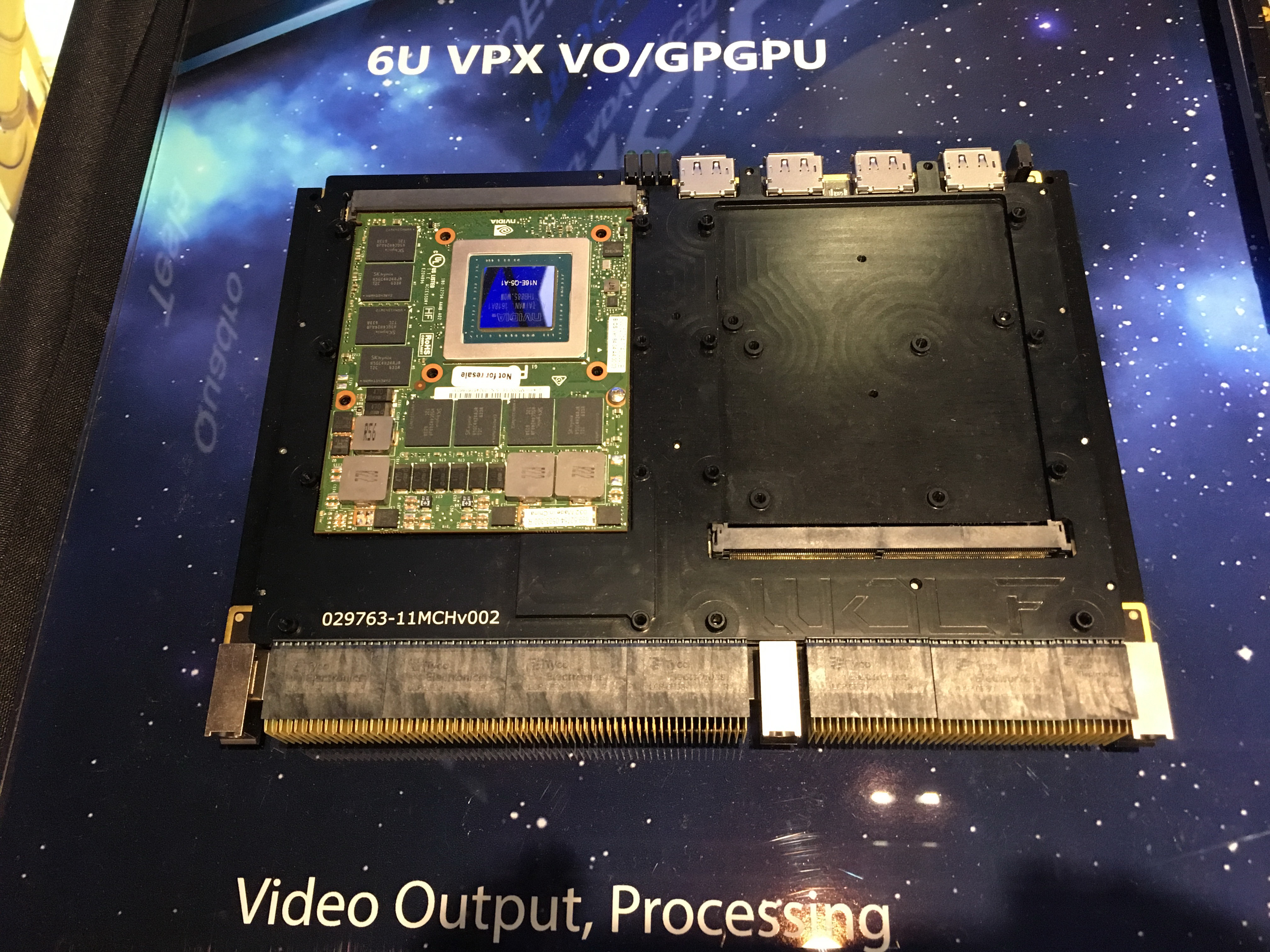
Модуль обработки видео формата 6U OpenVPX от компании Wolf

OpenVPX — индустриальный стандарт VITA 65 на системный уровень встраиваемых процессорных систем спецификации VPX, предназначенный для обеспечения полной совместимости VPX модулей различных производителей.
Стандарт OpenVPX 1.0 (VITA 65) определяет несколько системных профилей и порядок реализации в них соответствующего набора спецификаций VITA 46.x. Первая версия спецификации VITA 65, разработанная рабочей группой OpenVPX Industry Working Group из 28 компаний, в начале 2010 г. прошла ратификацию в VSO (VITA Standards Organization) в качестве стандарта.

## Исполнение модулей

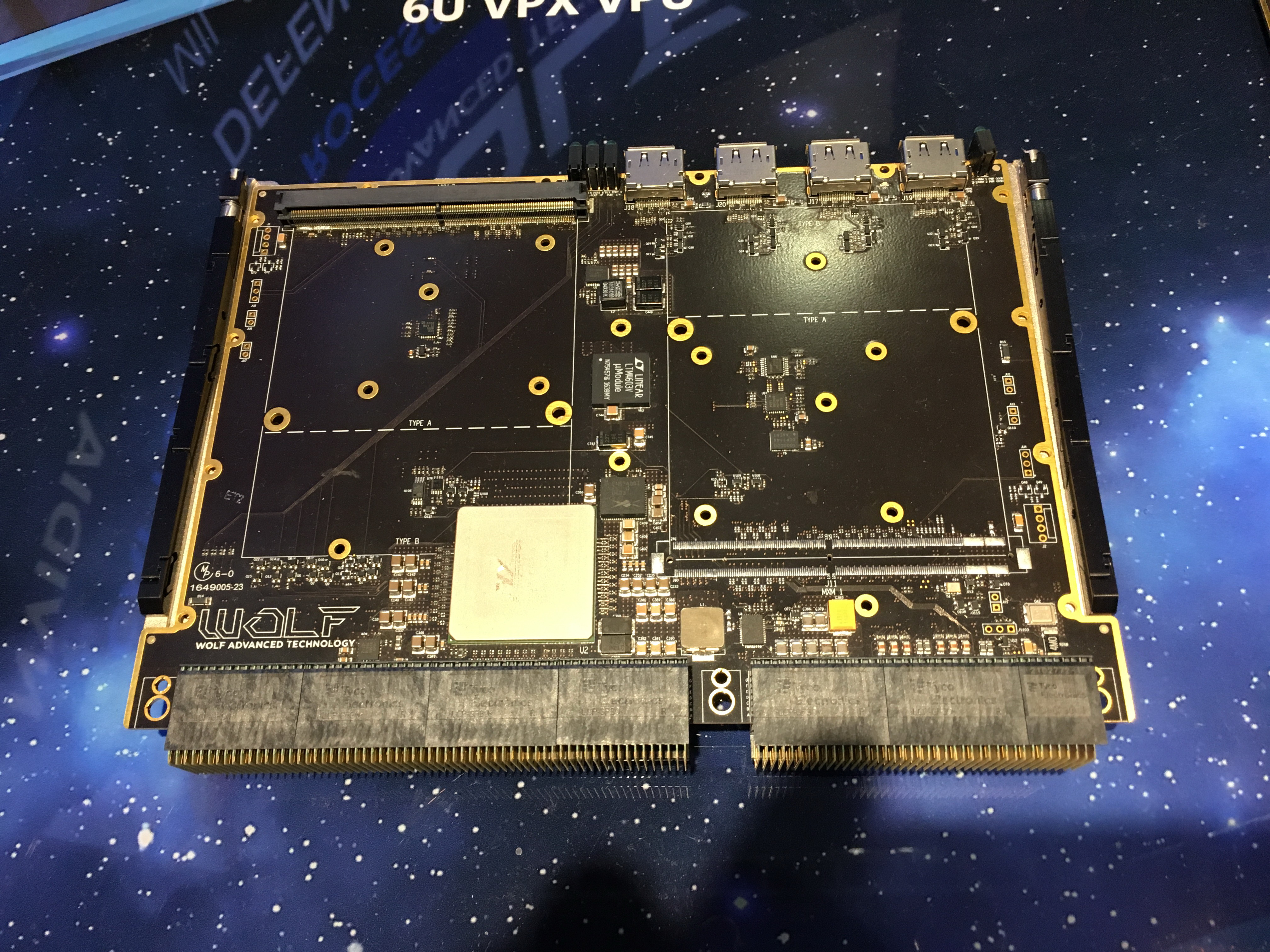
Модуль OpenVPX 6U от компании Wolf Company

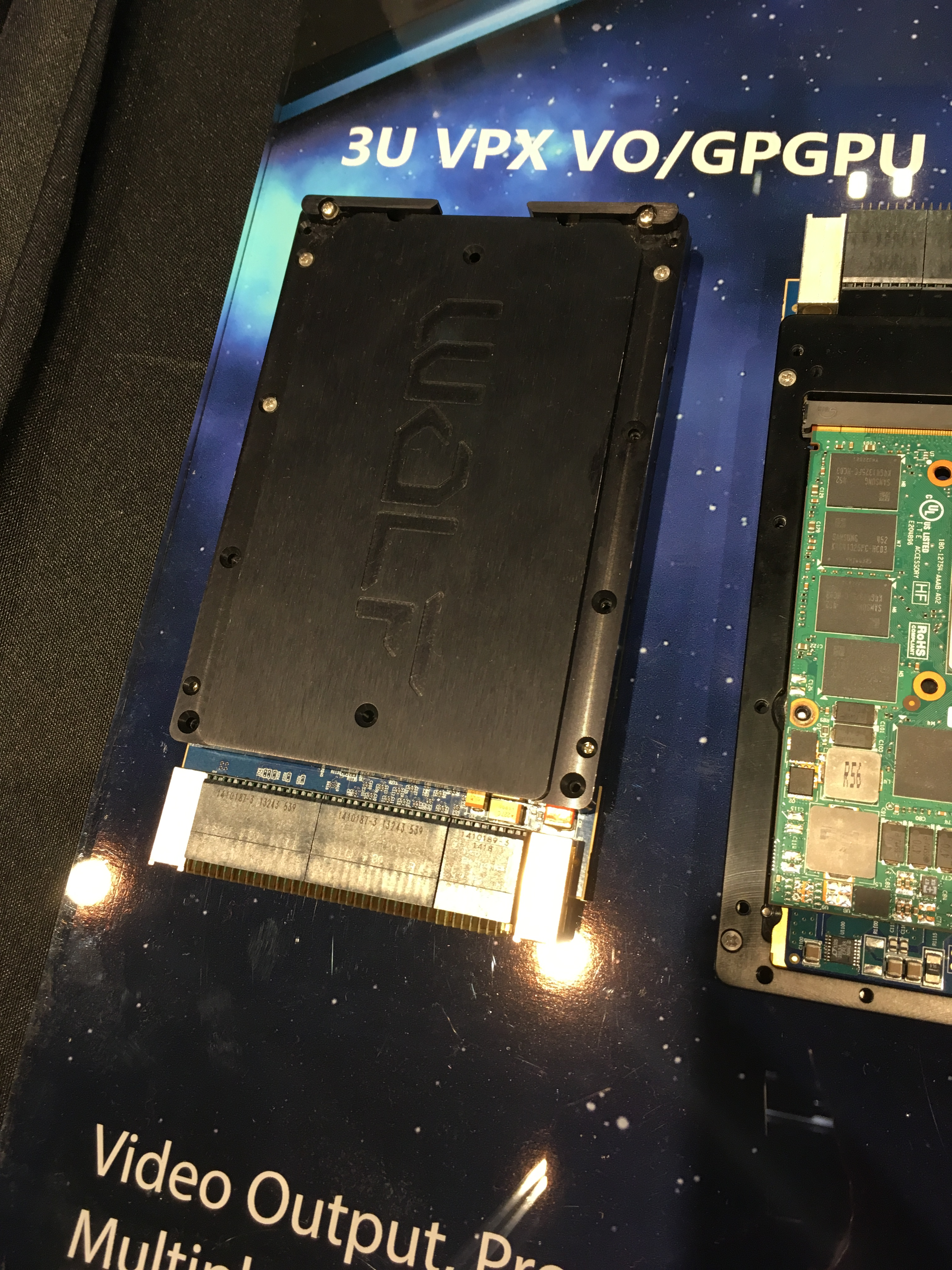
Видеомодуль OpenVPX формата 3U

Спецификацией OpenVPX стандартизированы модули формата 3U и 6U.

## Интерфейсы
Сопоставительный анализ характеристик OpenVPX (VITA 65) и VPX (VITA 46) позволил выявить между ними ряд отличий, ключевым из которых является поддержка в спецификации VITA 65 более высоких скоростей передачи данных через контактные соединения. Например, вместо 3,125 Гбит/с (2,5 Гбод) в предшествующей версии VITA 46.0 в VITA 65 возможна передача со скоростью до 6,25 Гбод на одну дифференциальную пару контактов, в том числе в соответствии со стандартом интерфейса PCI Express Gen 2.

## FPGA Mezzanine Card
FPGA Mezzanine Card (FMC) — формат мезонинных модулей, применяемый в системах OpenVPX в качестве функциональных плат. Конструктив модулей определен спецификацией VITA 57. Платы FMC имеют габариты 69×76,5 мм либо при сдвоенном размере — 139×76,5 мм. Существует также два типа разъемов, которые имеют одинаковые габариты, но отличаются количеством использованных контактов: версия Low Pin Count (LPC) использует 160 контактов (4 ряда по 40 контактных ламелей), а версия High Pin Count (HPC) — 400 (10 рядов по 40 контактов).
Наибольшее распространение FMC получили в качестве модулей АЦП, ЦАП и медиаконверторов цифрового ввода-вывода.

## Основные производители оборудования
- Pixus Technologies
- Elma Electronic
- GE Intelligent Platforms
- Concurrent Technologies
- CoreEL Technologies
- Kontron
- Mercury Systems
- Wolf